# Марин, Пабло
Па́бло Мари́н Теха́да (исп. Pablo Marín Tejada; род. 3 июля 2003, Логроньо) — испанский футболист, полузащитник клуба «Реал Сосьедад».

## Клубная карьера
Воспитанник клуба «Реал Сосьедад», Пабло Марин дебютировал за основную команду клуба 22 октября 2022 года в матче Ла Лиги против команды «Реал Вальядолид».

## Карьера в сборной
Выступал за молодёжные сборные Испании возрастом до 17, до 19 лет и до 21 года.